# 灌夫
灌夫（？—前131年），字仲孺，颍川郡颍阴（今河南省许昌市）人，西汉政治人物。曾任淮陽太守、燕國宰相，因得罪武安侯田蚡，被斬首。

## 生平
本姓張，因父親張孟曾為潁陰侯灌嬰家臣，賜姓灌。
吴楚七国之乱之时，灌夫率領一千人跟隨父亲灌孟从军，立下军功被封为中郎将。父親戰死，灌夫不肯返鄉葬父，繼續戰鬥，以勇猛聞名。後來，漢景帝任命灌夫為代國宰相。
漢武帝即位，認為淮陽是天下軍事要地，故改命為淮陽太守。建元元年（前140年），入京，担任太僕。
次年，灌夫與長樂宮衛尉竇甫飲酒，酒後毆打竇甫。竇甫是竇太后的堂兄弟，皇帝怕太后斬殺灌夫，改任他為燕國宰相。幾年後，犯法免官，以百姓身分在長安居住。
灌夫尚游侠，家产数千万，食客每日数十百人，横暴颍川郡，與魏其侯窦婴交好。
一日，在丞相田蚡的婚宴上，因程不识和灌嬰本家的臨汝侯灌贤看不起他與窦婴，灌夫反譏羞辱了灌贤和程不识。田蚡居間緩頰，知道灌夫尊敬李廣，於是勸說：「程將軍和李將軍都是衛尉，你侮辱程將軍，不是也罵了李將軍？」灌夫說：「今天把我殺了，我都不在乎，管甚麼程將軍、李將軍！」灌夫仍舊痛骂诸人，事後田蚡劾以不敬之罪，灌夫被斬殺，更因族人横暴被灭族。
窦婴為了救灌夫而遭牵连，最后也被诛杀。

## 家庭
- 父亲：张孟
- 母亲：□氏
- 妻子：□氏（弃市）
- 长子：灌□（弃市），儿媳：□氏（弃市）

## 延伸阅读
[在维基数据编辑]
 《史記/卷107》，出自司馬遷《史記》
 《漢書·卷052》，出自班固《漢書》